# Gina Anjos
 Gina Anjos (Anagé, 21 de fevereiro de 1980) é uma dirigente brasileira do futebol de salão (AMF). Formada em informática; domina os idiomas espanhol, italiano e francês, atualmente reside na cidade de São Paulo.

## Carreira

### Início
Coordenadora geral da entidade CNFS – Confederação Nacional de Futebol de Salão e CEO da CBE – Confederação Brasileira de Esportes com sede na cidade de São Paulo. Gina Anjos  com trabalho e determinação quebra barreiras e ganha espaços em lugares em que outras mulheres não ousam ocupar.
| “ | O tempo é dono da verdade e justiça, nos resta trabalhar e utilizar o capital dos humildes "a paciência", mas sem renunciar jamais a dignidade e orgulho de ser autêntico. | ” |

### Trajetória

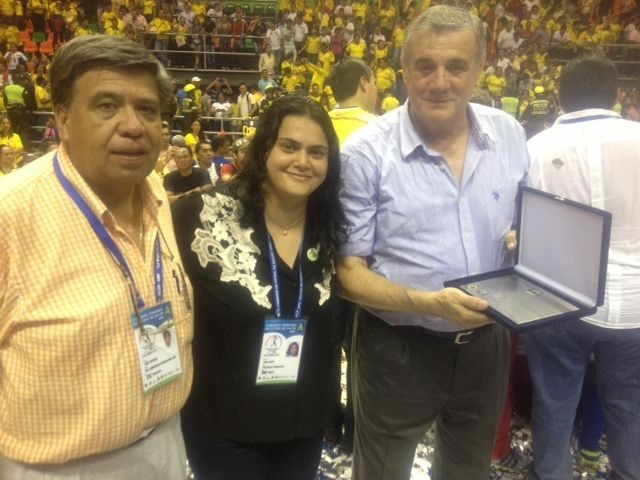
Membros da (AMF) se confraternizando. A brasileira Gina Anjos, coordenadora da CNFS (diretora da AMF) prestando homenagem ao Dr. Rolando Alarcón Rios (presidente da AMF), juntamente com o Sr. Júlio Notário (coordenador de competições da AMF), na final do II Mundial Feminino de Futebol de Salão de 2013, na Colômbia.

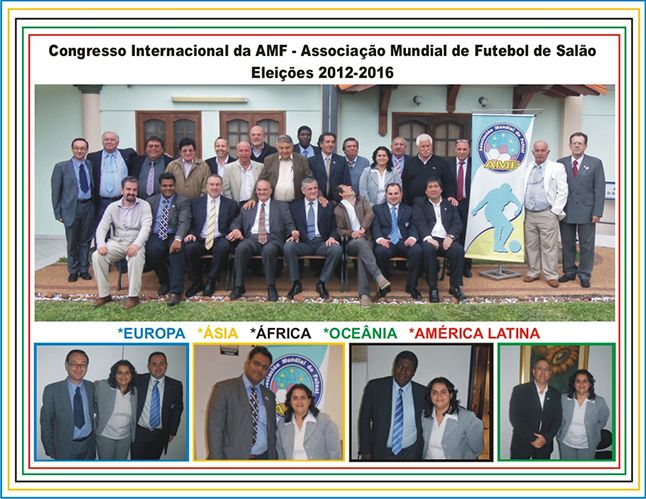
Congresso internacional AMF, realizado em 2012 no Paraguai; com representantes dos cinco continentes.

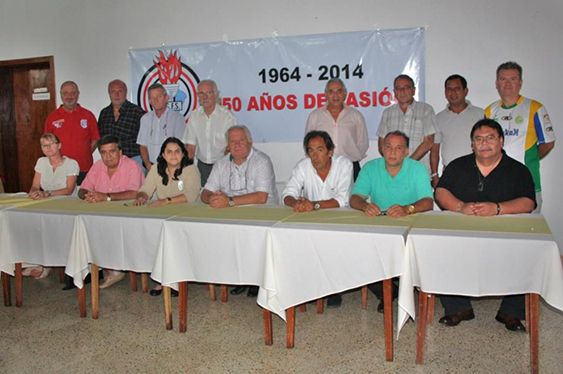
Congresso internacional da CSFS, realizado em 2013 na Argentina. Sentado ao centro o ex-presidente da CSFS, o argentino Pedro Ramon Bonnettini, ladeado pela brasileira Gina Anjos.

Em 2006, com a filiação da Confederação Nacional de Futebol de Salão à Associação Mundial de Futsal, o Brasil se faz representar por Gina Anjos no primeiro evento internacional da AMF, o I Congresso Mundial de Futsal AMF, em Mendoza, na Argentina.
Em 2007, no II Congresso Mundial de Futsal AMF, em Assunção no Paraguai, em seu segundo compromisso internacional com a AMF, assume junto ao comitê executivo, a comissão de futsal feminino, no período 2007/2011. Neste mesmo ano, a representante do Brasil, torna-se membro efetivo da CSFS - Confederação Sul-Americana de Futebol de Salão.
Em 2010, participa da cerimônia de sorteio dos grupos para o X Mundial de Futebol de Salão AMF 2011, na Colômbia.
Em 2012 na cidade de Assunção no Paraguai, foi reeleita membro do comitê executivo da AMF – Associação Mundial de Futsal para o mandato 2012/2016, tornando-se uma das principais dirigentes do futebol de salão (AMF) a nível mundial, desta vez no cargo de diretora adjunto, perante representantes dos cinco continentes.
Neste mesmo ano, a poliglota Gina Anjos assume mais um cargo a nível internacional, a vice-presidência da CSFS - Confederação Sul-Americana de Futebol de Salão.
No início de 2013, no Congresso Internacional da Confederação Sul-americana de Futebol de Salão em comemoração aos 50 anos da entidade, em Puerto Iguazú, na Argentina;  Gina Anjos reuniu-se com autoridades do futebol de salão AMF e juntamente com o Presidente Pedro Ramon Bonnettini  divulgam calendário das competições internacionais. Gina Anjos confirma participação do Brasil em quatro competições internacionais no ano de 2013.
Ainda neste ano, no período de 6 a 16 de novembro, Gina Anjos acompanha a Seleção Brasileira no Mundial Feminino de Futebol de Salão AMF, em Barrancabermeja na Colômbia e reforça a relação do Brasil com os representantes mundiais.
Em novembro de 2014, Gina Anjos participa novamente como representante da Confederação Nacional de Futebol de Salão, das eleições da CSFS - Confederação Sul-Americana de Futebol de Salão, em Assunção, no Paraguai e é reeleita vice-presidente do mais antigo órgão internacional de futebol de salão no continente sul-americano, para o mandato de 2014/2018.
Em agosto de 2015, a dirigente internacional articula a realização do Campeonato Sul-Americano de Clubes de Futebol de Salão de 2015 no Brasil, depois de 25 anos sem ser realizado em terras brasileiras.

## Conquistas internacionais

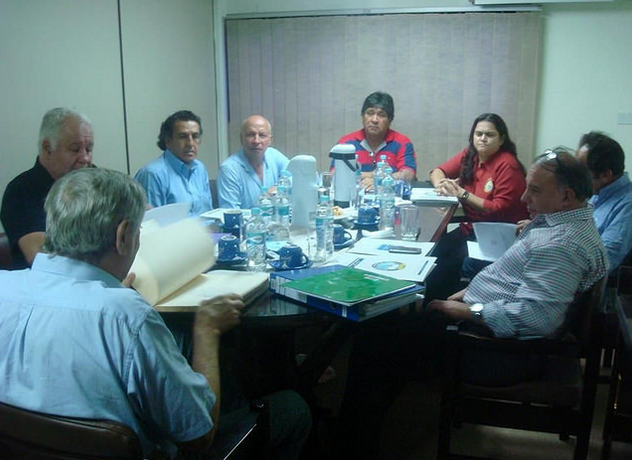
Gina Anjos nas eleições da CSFS realizada em 2014 no Paraguai.

### Títulos
Seleção Brasileira Feminina
- Pré Mundial Feminino de Futebol de Salão (AMF)[15]  : Valera - 2012.

Seleção Brasileira Masculina
- IX Jogos Mundiais/The World Games : Cali - 2013.   - Medalha de bronze[16]

### Campanhas de destaque
Seleção Brasileira Masculina
- 3º Lugar no Pré-Mundial Acord 60 anos de Futebol de Salão (AMF): 2010.[17]
- Vice-campeã do I Torneio Internacional Profissional de Futebol de Salão (AMF): Nova Jersey - 2011.[18]